# Roberta Foster
Roberta Foster (Rio de Janeiro, 22 de janeiro de 1971) é uma atriz brasileira, mais conhecida pelo papel de Eva, no Zorra Total. Foi capa da revista Playboy em Janeiro de 2006.

## Televisão
- 2011 - Os Figuras - Rita Guimarães
- 2010 a 2013 - Zorra Total
- 2010 Cama de Gato - Geni
- 2010 Boladas - Apresentadora
- 2008/2009/2010 Zorra Total
- 2007 Zorra Total - Eva
- 2004 Sítio do Picapau Amarelo - Lagarta
- 2003 a 2006 Zorra Total - Eva / Mulherahomem
- 1999/2000 Você Decide (3 episódios)
- 1998 Corpo Dourado - Lu
- 1997 A Indomada - Guida